# Kreiken (cráter)

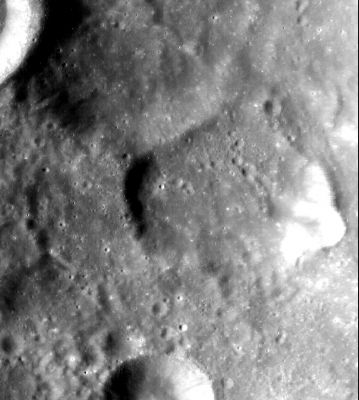
Fotografía de la misión Lunar Reconnaissance Orbiter

Kreiken es un pequeño cráter de impacto que se encuentra cerca del terminador oriental de la Luna, al sur del cráter Kiess y del Mare Smythii. Justo al sursudoeste aparece el cráter más pequeño Elmer, y al oeste se halla Dale.
|  |

Solo la parte occidental del borde de este cráter permanece casi intacta, el resto forma un contorno débil en la superficie. Un pequeño cráter atraviesa el sector oriental del borde de Kreiken. El suelo interior no presenta elementos reseñables.